# Астрагал яйцеплодий
Астрага́л яйцеплодий (Astragalus testiculatus) — вид трав'янистих рослин з родини бобові (Fabaceae), поширений у Євразії від України до Сибіру і Сіньцзяну.

## Опис
Багаторічна рослина 5–12 см. Листочки еліптичні або довгасті. Чашечка з напів-притиснутими білими і чорними волосками, іноді з домішкою чорних волосків тільки на зубцях. Віночок блідо-фіолетовий, рожевий, рідко білуватий. Стебла, якщо вони в рідкісних випадках присутні, до 2–3(6) см, висхідні, дуже густо вкриті волосками. Листки (2)5–12 см. 

## Поширення
Поширений у Євразії від України до Сибіру і Сіньцзяну.
В Україні вид зростає на степах і кам'янистих схилах — на сході Лісостепу і Степу (Донецька, Луганська, Херсонська області).